# Đặc khu hành chính (Trung Quốc)
Đặc khu hành chính hay Khu hành chính đặc biệt (giản thể: 特别行政区; phồn thể: 特別行政區; Hán-Việt: đặc biệt hành chính khu; bính âm: tèbié xíngzhengqū; tiếng Anh: Special administrative regions – SAR) là các đơn vị hành chính có quyền tự trị cao theo nguyên tắc "một quốc gia, hai chế độ" của Cộng hoà Nhân dân Trung Hoa, chịu sự quản lý trực tiếp của Chính quyền Nhân dân Trung ương như nêu trong Điều 12 Luật Cơ bản của cả hai đặc khu hành chính.
Đặc khu hành chính ngang cấp với tỉnh, khu tự trị hay thành phố trực thuộc trung ương, nhưng khác với các địa phương đó, nơi luật cơ bản căn cứ vào Điều 30 Hiến pháp 1982, các đặc khu hành chính áp dụng các căn cứ trong Điều 31. Hai đặc khu hành chính được thành lập lần lượt vào các năm 1997 và 1999 khi chủ quyền của hai lãnh thổ này được Anh quốc và Bồ Đào Nha lần lượt trao trả cho Cộng hòa Nhân dân Trung Hoa.
Khu hành chính đặc biệt Ngọa Long ở tỉnh Tứ Xuyên cũng là đặc khu hành chính khi nó trực thuộc Cục Lâm nghiệp Tứ Xuyên thay vì một đơn vị cấp địa khu hoặc cấp huyện. Tuy nhiên nó không được thành lập theo điều 31 của Hiến pháp.
Cả hai đặc khu hành chính đều do Chính quyền Nhân dân Trung ương trực tiếp quản lý. Khác với các đơn vị hành chính cấp tỉnh khác (tỉnh, thành phố trực thuộc trung ương và khu tự trị), các đặc khu hành chính được bảo lưu quyền tự trị cao hơn với các quy định riêng về Tòa phúc thẩm cuối cùng, hệ thống pháp luật, Hộ chiếu, đơn vị tiền tệ, chính sách hải quan, chính sách nhập cư, chính sách dẫn độ,... ngoại trừ các quy định về ngoại giao và quốc phòng. Khi tham gia vào các tổ chức quốc tế hay các sự kiện thể thao, các đặc khu hành chính là các thành viên độc lập đối với Trung Quốc.
Cả hai đặc khu hành chính hiện tại đều nhỏ và không sử dụng hệ thống phân cấp hành chính của Trung Quốc. Hồng Kông được chia thành 18 quận, mỗi quận có một Hội đồng quận. Ma Cao do diện tích nhỏ hơn rất nhiều nên được điều hành duy nhất bởi Chính quyền đặc khu mà không chia ra các cấp hành chính sau khi các đô thị kiểu Bồ Đào Nha bị bãi bỏ.

## Danh sách

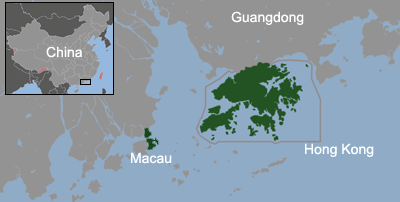
Vị trí địa lí của hai đặc khu hành chính Hồng Kông và Ma Cao trong Trung Quốc

| Đặc khu hành chính                 | Đặc khu hành chính                 | Hồng Kông                                           | Ma Cao                                                     |
| ---------------------------------- | ---------------------------------- | --------------------------------------------------- | ---------------------------------------------------------- |
| Tên tiếng Việt                     | Tên tiếng Việt                     | Đặc khu hành chính Hồng Kông                        | Đặc khu hành chính Ma Cao                                  |
| Khu kỳ                             |                                    |                                                     |                                                            |
| Khu huy                            |                                    |                                                     |                                                            |
| Tên chính thức tiếng Trung         | Chữ Hán                            | 香港特別行政區 (Hương Cảng Đặc biệt Hành chính khu) | 澳門特別行政區 (Áo Môn Đặc biệt Hành chính khu)            |
| Tên chính thức tiếng Trung         | Bính âm                            | Xiānggǎng Tèbié Xíngzhèngqū                         | Àomén Tèbié Xíngzhèngqū                                    |
| Tên chính thức tiếng Trung         | Việt bính                          | Hoeng1gong2Dak6bit6 Hang4zing3keoi1                 | Ou3mun2Dak6bit6 Hang4zing3keoi1                            |
| Tên trong ngôn ngữ chính thức khác | Tên trong ngôn ngữ chính thức khác | Hong Kong Special Administrative Region (tiếng Anh) | Região Administrativa Especial de Macau (tiếng Bồ Đào Nha) |
| Ngôn ngữ chính thức                | Ngôn ngữ chính thức                | Tiếng Trung (chủ yếu tiếng Quảng Đông)              | Tiếng Trung (chủ yếu tiếng Quảng Đông)                     |
| Ngôn ngữ chính thức                | Ngôn ngữ chính thức                | Tiếng Anh                                           | Tiếng Bồ Đào Nha                                           |
| Văn tự chính thức                  | Văn tự chính thức                  | Chữ Hán phồn thể, Chữ Latinh                        | Chữ Hán phồn thể, Chữ Latinh                               |
| Diện tích (km²)                    | Diện tích (km²)                    | 1.104,4                                             | 31,3                                                       |
| Dân số                             | Dân số                             | 7.184.000                                           | 614.500                                                    |
| Hành chính                         | Hành chính                         | 18 quận                                             | 08 freguesia                                               |